# Aulostomus
Aulostomus é o único género de peixes da família dos aulostomídeos (Aulostomidae), que inclui os chamados peixe-trombeta e trombeteiro.